# 산업 디자인

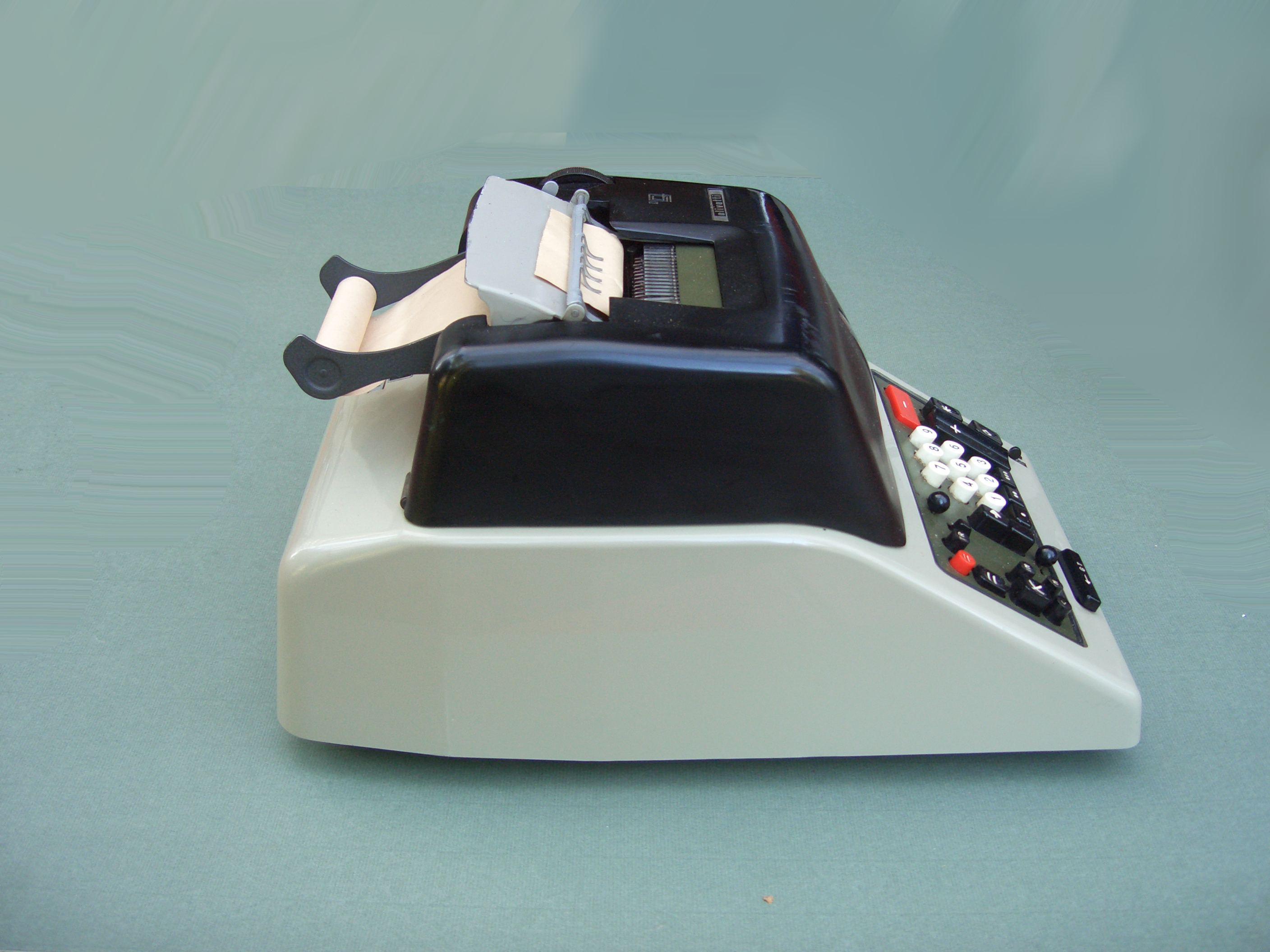
계산기 올리베티 디비섬마 24는 1956년 마르첼로 니졸리에 의해 설계되었다.

산업 디자인(영어: industrial design)은 대량 생산(mass production)하는 공업 제품에 적용되는 디자인이다. 산업 생산에 의한 제품 및 서비스를 발전시키고, 창조를 위한 가치, 기능, 외관, 설계를 만들어 내어 사회, 문화, 기업 그리고 사용자의 상호 이익을 최적화하는 디자인을 만들어 내는 전문적인 일이다. 관련 분야에는 시각 디자인, 제품 디자인 등이 있다.
산업 디자인은 대량 생산의 기술로 제작되는 제품에 적용되는 디자인의 과정으로, 핵심적인 특징은 디자인이 제조와 분리된다는 것이다. 제품의 형태를 결정하고 규정하는 창조적 행동은 제품을 만드는 물리적 행동에 선행해서 이루어진다. 이것은 산업디자인과 수공예 디자인을 구별해준다. 수공예에서는 제품의 형태가 제작 당시 제품을 만드는 사람에 의해 결정된다.
모든 산업제품은 디자인 과정의 결과물이지만 그 과정의 유형은 여러 형태를 띤다: 이것은 한 개인이나 대규모의 팀에 의해 이루어질 수 있다. 이것은 직관적인 창의력이나 계산된 과학적 의사결정을 강조한다. 그리고 이것은 재료, 생산과정, 경영전략 그리고 사회적, 상업적, 심미적 특징을 확산시키는 것만큼 다양한 요소에 의해 영향받을 수 있다. 산업디자이너의 역할은 형태, 기능, 인체 공학, 마케팅, 브랜드 개발과 판매의 문제에 대한 디자인 해결책을 만들어내고 실행하는 것이다.

## 의미
협의로는 공업제품의 형태, 색채, 표면처리 등의 미적·조형적인 면과 촉감, 사용, 용도, 표면처리 등의 면에서 공업제품과 인간 사이를 더욱 좋은 관계로 만드는 일을 말한다. 그 사상적 원류는 19세기 말에서 20세기 초에 걸쳐 윌리엄 모리스에 의한 영국의 아트 앤드 크래프트 운동(1859∼1890경)이 그 발단이 된다. 기업활동과 공업생산적 수법을 인정하면서 인간과 공업활동 상호의 관계를 개선하려는 공업 디자인의 사상은 사회 전반에 큰 영향을 주고 있다.
산업 디자인이라는 말은 처음에는 상업디자인 또는 공장건축까지도 폭넓게 포함시킨 해석도 있었던 것으로 보이며, 요컨대 근대산업과 밀착된 디자인이란 사고방식이 기본이 되었을 것으로 추정된다. 또한 산업디자인을 프로덕트 디자인과 동의로 해석하는 사고방식도 있으나 본고(本稿)에는 전자를 협의로 후자를 광의로 취하는 사고방식에 입각했다. 즉 기계적인 기구 또는 동력(動力)을 가진 제품 등을 산업디자인으로 하고, 그와는 별도로 양산을 전제로 한 식기(食器)가구, 주방구, 염직품 따위 디자인을 공예 디자인이라 하고 아울러 프로덕트 디자인에 포함시키는 사고방식에 입각하고 있다.

## 역사
공업적인 생산방식에서의 조형문제를 오늘날 산업디자인이라고 부르고 있다. 이 이념은 약 1세기 전에 제기되고, 다시 금세기 초 독일의 베르크본드 운동(독일 工作連盟)을 육성하고, 발터 그로피우스(1883-1969) 등에 의하여 추진되었는데 공업계가 실제로 채택한 것은 1920년대의 미국이다. 30년대에 접어들어 더욱 급격한 발전을 보였다. 이것이 제1차대전 후의 세계적인 경제공황의 구세주로 등장하였다는 점이 흥미롭다.

## 같이 보기
- 디자인
- 디자이너
- 인터랙션 디자인
- 제품 디자인